# کولمانچیو
کولمانچیو (به ایتالیایی: Collemancio) یک منطقهٔ مسکونی در ایتالیا است که در کانارا (کومونه) واقع شده‌است. کولمانچیو ۷۸ نفر جمعیت دارد و ۵۰۷ متر بالاتر از سطح دریا واقع شده‌است.